# 2018–2019-es osztrák labdarúgó-bajnokság (első osztály)
A 2018–2019-es tipp-3 Bundesliga (szponzorált nevén T-Mobile Bundesliga) az osztrák labdarúgó-bajnokság legmagasabb osztályának 108. alkalommal megrendezett bajnoki éve. A pontvadászat ettől a szezontól 12 csapat részvételével indult. A címvédő a Red Bull Salzburg csapata volt.

## Csapatok

### Változások az előző szezonhoz képest
Az osztrák Bundesligában ettől a szezontól 12 csapat indult 10 helyett. A Wacker Innsbruck a 2017–2018-as másodosztályú bajnokság győzteseként, a TSV Hartberg a bajnokság második helyezettjeként jutott fel.
Nem volt kieső, miután a St. Pölten a playoffban kiharcolta a bennmaradást az előző szezon végén.

### Részt vevő csapatok
| Csapat                | Székhely         | Stadion              | Befogadóképesség |
| --------------------- | ---------------- | -------------------- | ---------------- |
| Admira Wacker Mödling | Maria Enzersdorf | BSFZ-Aréna           | 10,800           |
| Austria Wien          | Bécs             | Generali Aréna       | 17,500           |
| LASK Linz             | Linz             | Waldstadion Pasching | 7,870            |
| Rapid Wien            | Bécs             | Allianz Stadion      | 28,000           |
| Red Bull Salzburg     | Wals-Siezenheim  | Red Bull Arena       | 30,188           |
| Rheindorf Altach      | Altach           | Stadion Schnabelholz | 8,500            |
| St. Pölten            | Sankt Pölten     | NV Aréna             | 8,000            |
| Sturm Graz            | Graz             | Liebenauer Stadion   | 15,323           |
| SV Mattersburg        | Nagymarton       | Pappelstadion        | 17,100           |
| TSV Hartberg          | Hartberg         | Stadion Hartberg     | 4,500            |
| Wacker Innsbruck      | Innsbruck        | Tivoli Neu           | 16,000           |
| Wolfsberger AC        | Wolfsberg        | Lavanttal-Aréna      | 7,300            |

## Tabella

### Alapszakasz
| Hely. | Csapat                | M  | Gy | D  | V  | G+ | G– | Gk  | P  | Továbbjutás                 |
| ----- | --------------------- | -- | -- | -- | -- | -- | -- | --- | -- | --------------------------- |
| 1.    | Red Bull Salzburg     | 22 | 17 | 4  | 1  | 51 | 18 | +33 | 55 | BL–Rájátszás (Felsőház)     |
| 2.    | LASK Linz             | 22 | 13 | 7  | 2  | 40 | 19 | +21 | 46 | BL–Rájátszás (Felsőház)     |
| 3.    | Sturm Graz            | 22 | 7  | 10 | 5  | 26 | 23 | +3  | 31 | BL–Rájátszás (Felsőház)     |
| 4.    | Wolfsberger AC        | 22 | 7  | 9  | 6  | 32 | 31 | +1  | 30 | BL–Rájátszás (Felsőház)     |
| 5.    | Austria Wien          | 22 | 9  | 3  | 10 | 29 | 28 | +1  | 30 | BL–Rájátszás (Felsőház)     |
| 6.    | St. Pölten            | 22 | 8  | 6  | 8  | 26 | 29 | −3  | 30 | BL–Rájátszás (Felsőház)     |
| 7.    | Mattersburg           | 22 | 8  | 5  | 9  | 28 | 36 | −8  | 29 | Kiesési rájátszás (Alsóház) |
| 8.    | Rapid Wien            | 22 | 7  | 6  | 9  | 26 | 29 | −3  | 27 | Kiesési rájátszás (Alsóház) |
| 9.    | Hartberg              | 22 | 7  | 5  | 10 | 35 | 45 | −10 | 26 | Kiesési rájátszás (Alsóház) |
| 10.   | Admira Wacker Mödling | 22 | 5  | 6  | 11 | 26 | 42 | −16 | 21 | Kiesési rájátszás (Alsóház) |
| 11.   | Rheindorf Altach      | 22 | 4  | 6  | 12 | 30 | 32 | −2  | 18 | Kiesési rájátszás (Alsóház) |
| 12.   | Wacker Innsbruck      | 22 | 4  | 5  | 13 | 17 | 34 | −17 | 17 | Kiesési rájátszás (Alsóház) |

### Rájátszás

#### Felsőház
| Hely. | Csapat                   | M  | Gy | D  | V  | G+ | G– | Gk  | P  | Továbbjutás        |  | RBS | LIN | WOL | AWI | STU | STP |
| ----- | ------------------------ | -- | -- | -- | -- | -- | -- | --- | -- | ------------------ |  | --- | --- | --- | --- | --- | --- |
| 1.    | Red Bull Salzburg (C, Q) | 32 | 25 | 5  | 2  | 79 | 27 | +52 | 52 | BL–csoportkör      |  | —   | 2–1 | 3–1 | 5–1 | 3–1 | 7–0 |
| 2.    | LASK Linz (Q)            | 32 | 18 | 9  | 5  | 59 | 31 | +28 | 40 | BL–3. selejtezőkör |  | 0–2 | —   | 3–0 | 5–2 | 1–2 | 0–0 |
| 3.    | Wolfsberger AC           | 32 | 12 | 10 | 10 | 47 | 47 | 0   | 31 | EL–csoportkör      |  | 2–1 | 0–3 | —   | 1–1 | 2–1 | 4–0 |
| 4.    | Austria Wien             | 32 | 12 | 6  | 14 | 45 | 48 | −3  | 27 | EL–3. selejtezőkör |  | 1–2 | 2–2 | 2–0 | —   | 0–1 | 2–2 |
| 5.    | Sturm Graz               | 32 | 10 | 10 | 12 | 37 | 40 | −3  | 24 | EL–Rájátszás       |  | 1–2 | 2–3 | 1–2 | 1–3 | —   | 0–1 |
| 6.    | St. Pölten               | 32 | 9  | 9  | 14 | 32 | 50 | −18 | 21 |                    |  | 1–1 | 0–1 | 1–3 | 1–2 | 0–1 | —   |

#### Alsóház
| Hely. | Csapat                | M  | Gy | D  | V  | G+ | G– | Gk  | P  | Továbbjutás vagy kiesés  |     | RWI | MAT | ALT | ADM | HAR | WKR |
| ----- | --------------------- | -- | -- | -- | -- | -- | -- | --- | -- | ------------------------ | --- | --- | --- | --- | --- | --- | --- |
| 1.    | Rapid Wien            | 32 | 13 | 7  | 12 | 48 | 44 | +4  | 32 | Európa-liga rájátszás    |     | —   | 2–1 | 1–2 | 3–0 | 3–4 | 1–0 |
| 2.    | Mattersburg           | 32 | 12 | 7  | 13 | 41 | 48 | −7  | 28 | Európa-liga rájátszás    |     | 1–0 | —   | 0–0 | 1–1 | 3–0 | 3–1 |
| 3.    | Rheindorf Altach      | 32 | 9  | 10 | 13 | 48 | 44 | +4  | 28 |                          |     | 2–2 | 2–1 | —   | 2–2 | 3–1 | 1–4 |
| 4.    | Admira Wacker Mödling | 32 | 8  | 9  | 15 | 42 | 62 | −20 | 22 |                          | 3–4 | 0–2 | 1–1 | —   | 2–3 | 3–2 |     |
| 5.    | Hartberg              | 32 | 10 | 5  | 17 | 48 | 66 | −18 | 22 |                          | 2–4 | 2–1 | 0–1 | 3–1 | —   | 0–2 |     |
| 6.    | Wacker Innsbruck (K)  | 32 | 8  | 5  | 19 | 32 | 51 | −19 | 20 | Kiesett a másodosztályba |     | 0–2 | 4–0 | 0–4 | 1–3 | 1–0 | —   |

### Európa-liga rájátszás

#### Elődöntő
| 2019. május 28. 19:00 CEST |

| Rapid Wien               | 2–0         | Mattersburg |
| ------------------------ | ----------- | ----------- |
| Knasmüllner 8' Badji 13' | Jegyzőkönyv |             |

| Allianz Stadion, Bécs Nézőszám: 10 600 Játékvezető: Rene Eisner |

#### Döntő
| 2019. május 30. 17:00 CEST |

| Rapid Wien | 1–2         | Sturm Graz                          |
| ---------- | ----------- | ----------------------------------- |
| Schwab 60' | Jegyzőkönyv | Jantscher 69' (11-esből) Greiml 78' |

| Allianz Stadion, Bécs Nézőszám: 15 800 Játékvezető: Oliver Drachta |

| 2019. június 2. 17:00 CEST |

| Sturm Graz | 0–1         | Rapid Wien       |
| ---------- | ----------- | ---------------- |
|            | Jegyzőkönyv | Spendelhofer 43' |

| Merkur-Arena, Graz Nézőszám: 9 315 Játékvezető: Robert Schorgenhofer |

## Statisztika

### Góllövőlista
2019. május 27-én frissítve.
| # | Játékos             | Klub              | Gólok száma |
| - | ------------------- | ----------------- | ----------- |
| 1 | Múnisz Dabúr        | Red Bull Salzburg | 20          |
| 2 | João Victor         | LASK Linz         | 13          |
| 3 | Michael Liendl      | Wolfsberger AC    | 11          |
| 4 | Smail Prevljak      | Red Bull Salzburg | 10          |
| 5 | René Gartler        | St. Pölten        | 9           |
| 6 | Alexander Grünwald  | FK Austria Wien   | 8           |
| 6 | Hannes Wolf         | Red Bull Salzburg | 8           |
| 8 | Fredrik Gulbrandsen | Red Bull Salzburg | 7           |
| 8 | Christoph Monschein | FK Austria Wien   | 7           |
| 8 | Rajko Rep           | TSV Hartberg      | 7           |